# Cyrtoclytus luteomarginatus
Cyrtoclytus luteomarginatus är en skalbaggsart som först beskrevs av Maurice Pic 1914.  Cyrtoclytus luteomarginatus ingår i släktet Cyrtoclytus och familjen långhorningar. Inga underarter finns listade i Catalogue of Life.